# Panulirus polyphagus
Panulirus polyphagus (лат.) — вид лангустов из рода Panulirus семейства Palinuridae. Обитает на мелководных скалистых рифах и илистых грунтах в тропической части Индо-Тихоокеанского региона. Международный союз охраны природы присвоил ему охранный статус «вызывающий наименьшие опасения».

## Внешний вид и строение
Panulirus polyphagus вырастает примерно до 40 см. Антеннальная пластинка имеет два больших шипа и нет поперечных канавок на брюшных сегментах. Особенности окраски, позволяющие отличить его от других лангустов, включают зеленовато-серый цвет фона и тонкую белую полоску возле заднего края каждого сегмента. В водах Европы обитает аналогичный вид Panulirus regius, имеющий четыре больших шипа на антенной пластине и гладкие канавки на брюшных сегментах.

## Распространение и места обитания
Panulirus polyphagus широко распространен в тропической части Индо-Тихоокеанского региона. Его ареал простирается от Индии и Пакистана, через Филиппины и Индонезию до северо-западной Австралии и юго-восточной Новой Гвинеи. Он обычно встречается на скалистых рифах или на илистых донных отложениях, часто в устьях рек, на глубине до 40 м (иногда и на вдвое большей глубине).

## Использование человеком
Panulirus polyphagus является промысловым видом. Он добывается в Индии в районе Мумбаи и на северо-западе в период с ноября по март, но, по-видимому, чрезмерно эксплуатируется, поскольку уловы уменьшаются. Он также попадается в индийских воды в качестве прилова, особенно с илистого дна. В Таиланде ведётся коммерческий промысел, Panulirus polyphagus продаются на местных рынках. Этот лангуст иногда импортируется в Европу и встречается на рынках континентальной Европы и Соединенного Королевства.